# Himmetdede, Kocasinan
Himmetdede là một xã thuộc quận Kocasinan, tỉnh Kayseri, Thổ Nhĩ Kỳ. Dân số thời điểm năm 2008 là 1.145 người.